# 立法議会 (コスタリカ)
立法議会（りっぽうぎかい、スペイン語: Asamblea Legislativa）は、コスタリカの立法府である。

## 概要
一院制、定数57、任期4年。
拘束名簿式比例代表制を採用し、各党名簿ではどちらかの性の候補者数を40％掲載しなければならない。正副議長など役員任期は1年。